# لول-۵

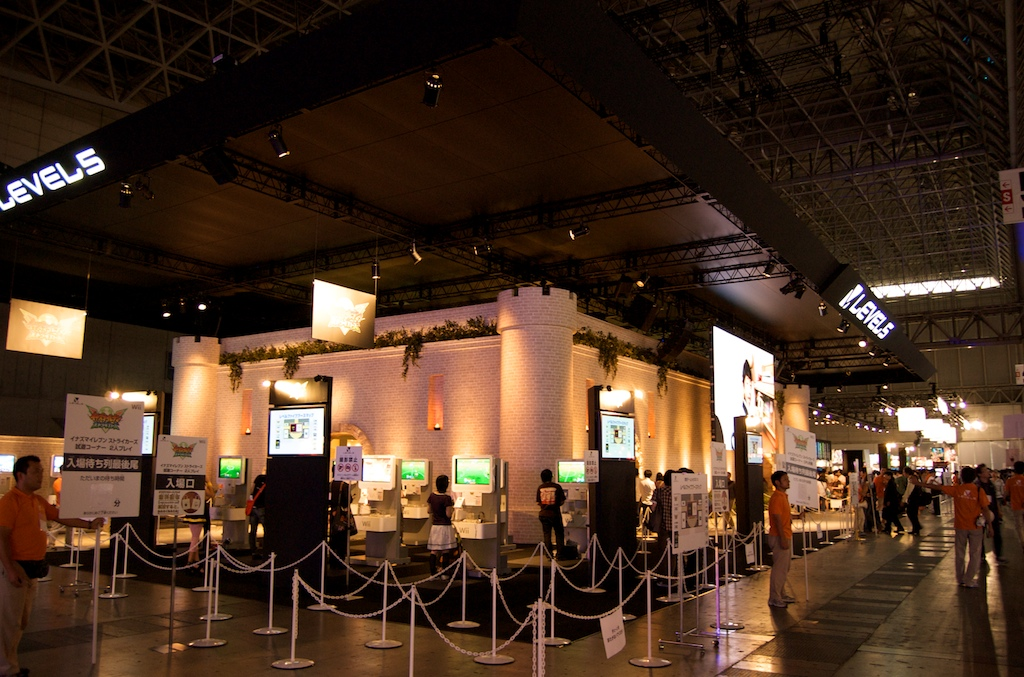
نمایشگاه بازی های رایانه ای سال ۲۰۱۰

لول-۵ (انگلیسی: Level-5) شرکت بازی ویدئویی ژاپنی است، که در سال ۱۹۹۸ تأسیس شد.